# Bad Nenndorf
Bad Nenndorf é uma cidade da Alemanha localizada no distrito de Schaumburg, estado da Baixa Saxônia.
É membro e sede do Samtgemeinde de Nenndorf.